# Filippo de Angelis
Filippo de Angelis, italijanski rimskokatoliški duhovnik, škof in kardinal, * 16. april 1792, † 8. julij 1877.

## Življenjepis
6. julija 1826 je bil imenovan za pomožnega škofa škofije Trbiž in hkrati postal naslovni škof Leuce; 23. julija istega leta je prejel škofovsko posvečenje.
15. marca 1830 je bil imenovan za naslovnega nadškofa Kartagine. 23. aprila istega leta je bil imenovan za apostolskega nuncija v Švici. 13. novembra 1832 je bil imenovan za apostolskega nuncija na Portugalskem.
15. februarja 1838 je postal rezidencialni škof Trbiža. 13. septembra istega leta je bil imenovan za kardinala in pectore. 8. julija 1839 je bil imenovan za kardinala-duhovnika pri S. Bernardo alle Terme.
27. januarja 1842 je bil imenovan za nadškofa Ferma. 20. septembra 1867 je postal kardinal-duhovnik pri S. Lorenzo in Lucina.